# Clavellodes rugosus
Clavellodes rugosus is een eenoogkreeftjessoort uit de familie van de Lernaeopodidae. De wetenschappelijke naam van de soort is voor het eerst geldig gepubliceerd in 1837 door Krøyer.